# Chicago Symphony Orchestra
La Chicago Symphony Orchestra, abreujat com CSO, és una agrupació orquestral estatunidenca amb seu a Chicago, Illinois, que va ser fundada el 1891. La seva sala de concerts habitual és el Orchestra Hall de Chicago, i també toca durant la temporada estiuenca al Festival de Ravinia. El seu director actual és Riccardo Muti des de 2010. Es tracta d'una de les orquestres simfòniques més importants de món.

## Història
El 1891, un grup d'empresaris de Chicago va convidar a Theodor Thomas a dirigir una orquestra simfònica permanent que s'anomenaria la Chicago Orchestra. Thomas va acceptar i l'Orquestra estava preparada per al seu primer concert el 16 d'octubre de 1891. Thomas va fer una campanya per obtenir una sala permanent per a l'Orquestra, dient que era un requisit previ per a una orquestra consolidada i de qualitat. LOrchestra Hall, de Chicago, com era conegut, estava gairebé complet a principis de desembre i Theodor Thomas va poder dirigir a la sala a partir del 14 de desembre de 1904. Malauradament, això va passar poques setmanes abans de la seva mort el 5 de gener de 1905. L'11 d'abril de 1905, en honor de Theodor Thomas, la Chicago Orchestra va passar a denominar-se Theodore Thomas Orchestra. Frederick Stock, el director ajudant de Thomas va prendre el relleu, i va continuar com a director o director musical durant 37 temporades. El 21 de febrer de 1913, els patrons de l'orquestra, preocupats pel fet que potser algun altre grup pogués prendre el nom de Chicago Orchestra o Chicago Symphony, van votar l'adopció del nom de Chicago Symphony Orchestra.
| « | per conservar l'honor a Theodor Thomas, el nom complet adoptat va ser: L'Orquestra Simfònica de Chicago, fundada per Theodor Thomas. | » |

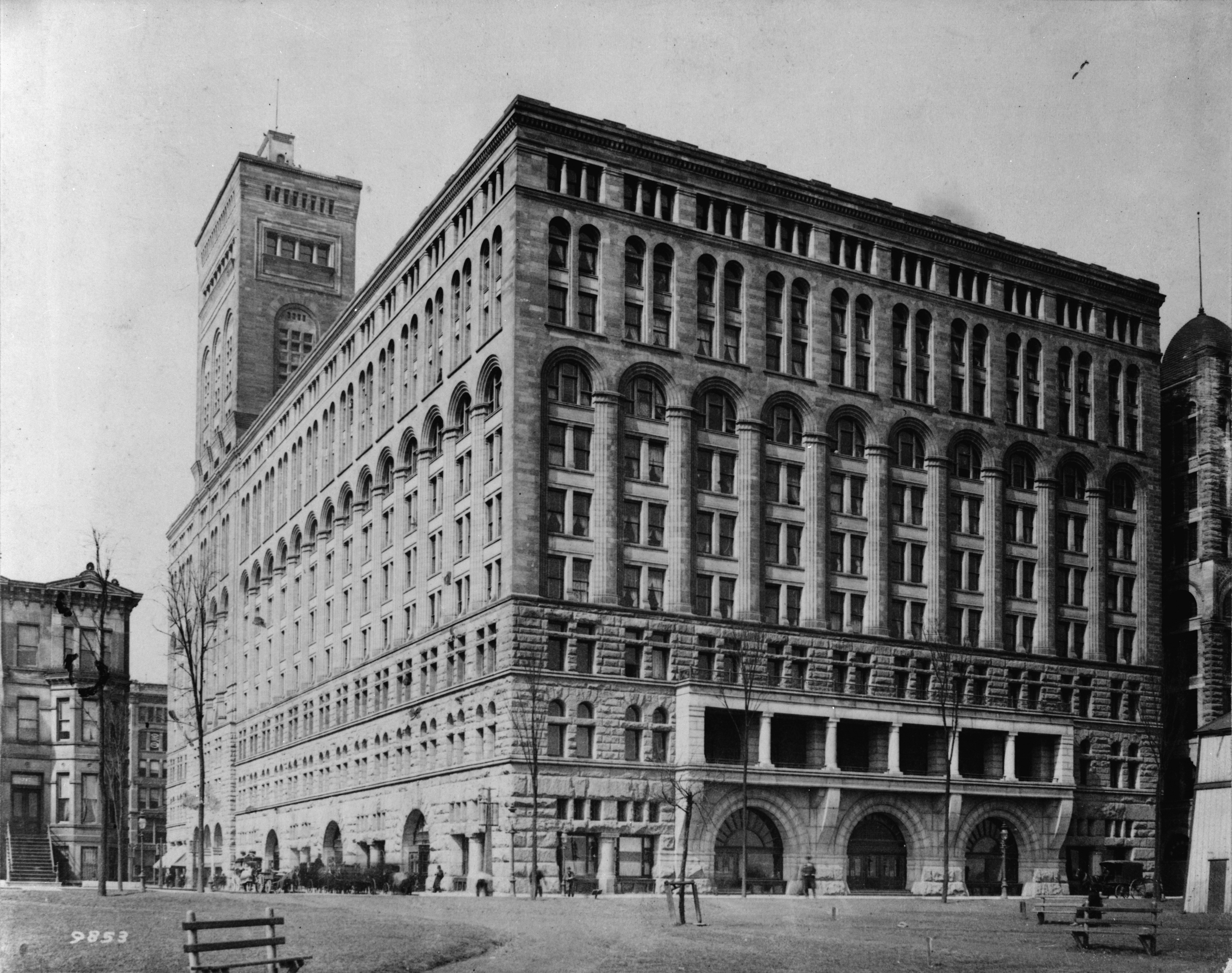
L'Auditori Teatre de Chicago el 1890

El primer concert de lOrquestra Simfònica de Chicago (o Chicago Orchestra com es deia llavors), va tenir lloc a l'Auditorium Theatre de Chicago el 17 d'octubre de 1891. Ferdinand Peck, un home de negocis de Chicago, va concebre l'Auditorium com a lloc de gran òpera que rivalitzaria amb les principals sales del món. Va organitzar líders de Chicago el 1886 per finançar l'Auditorium Theatre, que havia d'incloure un hotel de 400 habitacions i un edifici d'oficines amb l'objectiu que fos autosuficient financerament. El teatre Auditorium resultant va ser un edifici nou i arquitectònicament distingit, dissenyat pel famós arquitecte de Chicago Louis Sullivan i acabat el desembre de 1889.

La sala de concerts resultant tenia una acústica, comoditat i facilitats excel·lents, però per a una orquestra simfònica era massa gran. La capacitat era de 4.300 persones, el doble de la mida més adequada per a una orquestra simfònica i l'interior era ampli. Theodore Thomas va sentir:
| « | ... era tan gran que, per omplir-lo de so, es va veure obligat a emprar una tensió que aniquilés els punts més fins... | » |

Amb la pressió constant de Theodor Thomas i la seva convicció que l'orquestra havia de tenir una llar pròpia, es van recaptar diners el 1903 i el 1904, la sala dissenyada per l'arquitecte de Chicago Daniel Burnham, i la construcció es va iniciar l'1 de maig de 1904. Només 7 mesos després, Theodor Thomas va ser capaç de dirigir el primer concert en el que més tard es va anomenar "Theodore Thomas Hall" el 14 de desembre de 1904.